# Alphonse Beau de Rochas

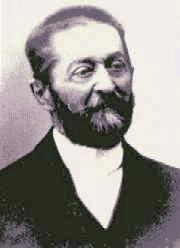
Alphonse Beau de Rochas

Alphonse Eugène Beau, later Alphonse Beau de Rochas (Digne, 9 april 1815 – Vincennes, 27 maart 1893) was een Frans ingenieur en uitvinder die het principe van de viertaktmotor uitvond. Zijn verdienste lag in het idee van de compressie van het brandstof/lucht mengsel voor de ontsteking.

## Motoren
- Op 16 januari 1862 publiceert hij een paper van zestig bladzijden Cyclus van Beau de Rochas wat de stand is van de kennis over de viertaktmotor.

- In 1883 en 1884 stelt hij het principe van de reactiemotor voor, maar hij kan zich het vliegtuig niet inbeelden.